# Jasper Cillessen
Jasper Cillessen (n. 22 aprilie 1989, Nijmegen, Gelderland, Țările de Jos) este un fotbalist neerlandez, care joacă pe post de portar la Las Palmas în La Liga. Pe plan internațional, are prezențe la națională pentru Țările de Jos.
Cillessen s-a alăturat echipei de tineret al lui NEC Nijmegen în 2001, făcându-și debutul profesionist în 2010 și a semnat pentru Ajax pentru 3 milioane de euro un an mai târziu. A jucat în 141 de meciuri pentru Ajax în șase sezoane, câștigând mai multe trofee, inclusiv trei titluri de Eredivisie. În 2016, s-a alăturat lui FC Barcelona pentru o sumă inițială de 13 milioane de euro. A trecut la Valencia CF în 2019, unde a petrecut trei sezoane, înainte de a reveni la NEC. În vara anului 2024, a revenit în La Liga pentru a semna cu UD Las Palmas.
În mai 2011, Cillessen a primit prima sa convocare la echipa națională de fotbal a Țărilor de Jos. Și-a făcut debutul internațional în 2013 și a fost portarul de primă alegere al țării, când au terminat pe locul al treilea la Campionatul Mondial de Fotbal 2014.

## Statistici carieră

### Club
|               |               |               | Campionat  | Campionat  | Cupă     | Cupă     | Continental | Continental | Total   | Total  |
| Sezon         | Club          | Campionat     | Meciuri    | Goluri     | Meciuri  | Goluri   | Meciuri     | Goluri      | Meciuri | Goluri |
| Olanda        | Olanda        | Olanda        | Eredivisie | Eredivisie | KNVB Cup | KNVB Cup | Europa      | Europa      | Total   | Total  |
| ------------- | ------------- | ------------- | ---------- | ---------- | -------- | -------- | ----------- | ----------- | ------- | ------ |
| 2010–11       | NEC           | Eredivisie    | 31         | 0          | 1        | 0        | -           | -           | 32      | 0      |
| 2011–12       | NEC           | Eredivisie    | 3          | 0          | 0        | 0        | -           | -           | 3       | 0      |
| 2011–12       | Ajax          | Eredivisie    | 4          | 0          | 3        | 0        | -           | -           | 7       | 0      |
| 2012–13       | Ajax          | Eredivisie    | 5          | 0          | 5        | 0        | 1           | 0           | 10      | 0      |
| 2013–14       | Ajax          | Eredivisie    | 25         | 0          | 1        | 0        | 7           | 0           | 33      | 0      |
| Total carieră | Total carieră | Total carieră | 68         | 0          | 10       | 0        | 8           | 0           | 86      | 0      |

### Internațional
| Națională     | An    | M  | G |
| ------------- | ----- | -- | - |
| Țările de Jos |       |    |   |
| 2013          | 4     | 0  |   |
| 2014          | 16    | 0  |   |
| 2015          | 6     | 0  |   |
| 2016          | 4     | 0  |   |
| 2017          | 8     | 0  |   |
| 2018          | 7     | 0  |   |
| 2019          | 4     | 0  |   |
| Total         | Total | 50 | 0 |

Statistici actualizate la 9 iunie 2019.

## Palmares

### Club
Ajax
- Eredivisie (3): 2011–12, 2012–13, 2013–14
- Johan Cruijff Shield (1): 2013

Barcelona
- La Liga: 2017–18, 2018–19
- Copa del Rey: 2016–17, 2017–18
- Supercopa de España: 2018

### Individual
- Gelderland footballer of the year: 2011
- Gillette Player of the Year: 2014